# Милош Радовановић
Милош Радовановић (Титово Ужице, 9. јул 1983) је српски поп-фолк певач који се прославио након што је отпевао песму Пукни зоро, коју је као саундтрак филма Монтевидео, Бог те видео! радио Магнифико. Такмичио се у Звездама Гранда, као и у првој сезони Пинкових звезда. Учествовао је у програму На вечери код.

## Дискографија

### Синглови
- Заборави ме (2013) са Мирјаном Алексић и Рандезвоус
- Види ме сад (2015)
- Кад те љубав дотакне (2015)
- Покуцај на врата (2017)
- Пукни зоро (2017, РТС Најлепше народне песме, обрада)
- Први снег (2018)
- Ти си жена коју лудо волим (2018, обрада)
- Блеф (2018)
- Убрзање (2021) са Ђомла КС (саундтрак филма Јужни ветар 2: Убрзање)
- Друга шанса (2023) са Јеленом Костов
- Топ прича (2024) са Лексингтон бендом
- Лудак (2024)